# Mizzi Kaspar

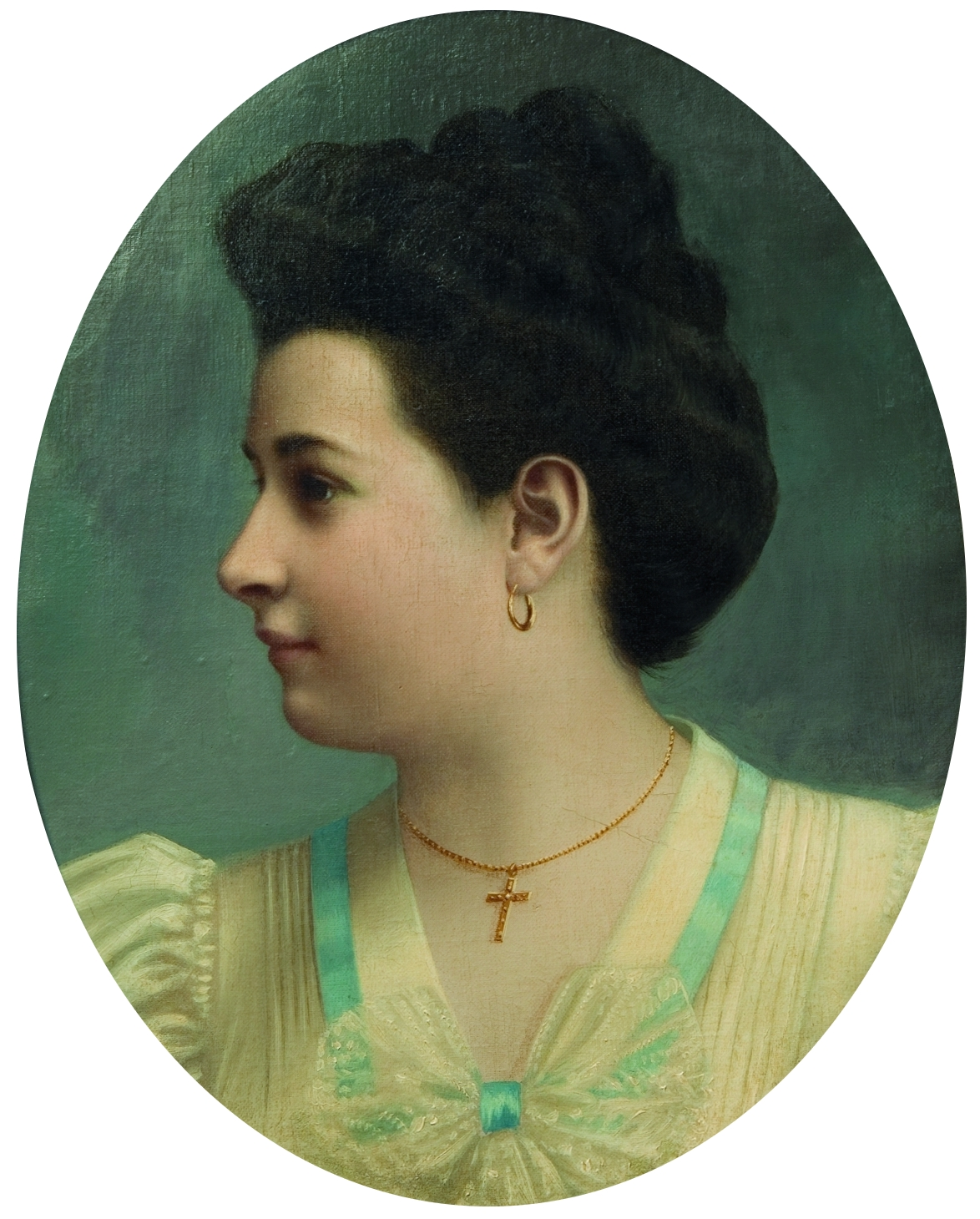
Mizzi Kaspar

Maria „Mizzi“ Kaspar (* 28. September 1864 in Graz; † 29. Jänner 1907 in Wien) war die langjährige Geliebte des österreichisch-ungarischen Kronprinzen Rudolf.

## Leben
Mizzi Kaspar trug die Berufsbezeichnung „Hausbesitzerin“, war aber als sexuelle Dienstleisterin im höheren Preissegment tätig, in Wien damals „Soubrette“ genannt. Rudolf hatte zwar auch andere Affären, aber bis zu seinem Suizid ein enges Verhältnis zu Mizzi. 1887 kaufte er ihr um 60.000 Gulden ein dreistöckiges Stadthaus in der Heumühlgasse 10 im 4. Wiener Gemeindebezirk, unweit des damals noch nicht eingewölbten Wienflusses. Auch Bargeld und Schmuck im Wert von insgesamt 130.000 Gulden ließ er ihr zukommen.
Rudolf wurde vor seinem Suizid immer lebensüberdrüssiger und verzweifelter. Er wollte sich zusammen mit Mizzi umbringen, doch sie wollte nicht mit ihm sterben. Mizzi informierte die Polizei über Rudolfs Suizidpläne, was aber ignoriert wurde.
Rudolf und Mizzi verbrachten ihre letzte gemeinsame Nacht, 27. / 28. Jänner 1889, bei ihr. Am Tag darauf brach Rudolf zu einer geplanten Jagd nach Mayerling auf. Am Morgen des 30. Jänners wurden die Leichen Rudolfs und der jungen Mary Vetsera im Jagdschloss Mayerling entdeckt. 
Rudolf vermachte Mizzi in seinem Testament 30.000 Gulden. Die (zum Zeitpunkt von Rudolfs Tod) Vierundzwanzigjährige gab niemals ein Interview und lebte völlig zurückgezogen. Am 7. November 1889 erhielt sie das Wiener Bürgerrecht und gab als Beschäftigung „Hauseigentümerin“ an.
1891 verkaufte sie das Haus in der Heumühlgasse und zog im gleichen Bezirk, dem Stadtzentrum noch etwas näher, in das Haus Paniglgasse 19.
Mizzi Kaspar starb am 29. Jänner 1907, laut Totenschauprotokoll an Rückenmarksverhärtung, Folgeerscheinung einer Syphilis. Begraben wurde sie in Mödling, wo sie auch zeitweise lebte. Das Grab besteht heute nicht mehr.
Sie hinterließ keine Tagebücher, keine Briefe und keine Memoiren.